# Maxime Talbot
Maxime Talbot (LeMoyne, 11 febbraio 1984) è un hockeista su ghiaccio canadese.

## Carriera
Gioca per i Boston Bruins nella National Hockey League(NHL). Nella stagione NHL 2009 ha segnato i due goal decisivi in gara-7 che hanno sancito la vittoria della Stanley Cup dei Pittsburgh Penguins contro i Detroit Red Wings.
Nell'estate del 2011, lascia Pittsburgh per firmare un contratto quinquennale con i Flyers del valore di 8,750 milioni di dollari.

## Statistiche
| Stagione | Squadra                        | Lega  | GP | G  | A  | Pts | PIM |  | GP | G  | A  | Pts | PIM |
| -------- | ------------------------------ | ----- | -- | -- | -- | --- | --- |  | -- | -- | -- | --- | --- |
| 2000/01  | Rouyn-Noranda Huskies          | QMJHL | 40 | 9  | 15 | 24  | 78  |  | –  | –  | –  | –   | -   |
| 2000/01  | Hull Olympiques                | QMJHL | 24 | 6  | 7  | 13  | 60  |  | 5  | 1  | 0  | 1   | 2   |
| 2001/02  | Hull Olympiques                | QMJHL | 65 | 24 | 36 | 60  | 174 |  | 12 | 4  | 6  | 10  | 51  |
| 2002/03  | Hull Olympiques                | QMJHL | 69 | 46 | 58 | 104 | 130 |  | 20 | 14 | 30 | 44  | 33  |
| 2003/04  | Gatineau Olympiques            | QMJHL | 51 | 25 | 73 | 98  | 41  |  | 15 | 11 | 16 | 27  | 0   |
| 2004/05  | Wilkes-Barre/Scranton Penguins | AHL   | 75 | 7  | 12 | 19  | 62  |  | 11 | 0  | 1  | 1   | 22  |
| 2005/06  | Pittsburgh Penguins            | NHL   | 48 | 5  | 3  | 8   | 59  |  | –  | –  | –  | –   | -   |
| 2005/06  | Wilkes-Barre/Scranton Penguins | AHL   | 42 | 12 | 20 | 32  | 80  |  | 11 | 3  | 6  | 9   | 16  |
| 2006/07  | Pittsburgh Penguins            | NHL   | 75 | 13 | 11 | 24  | 53  |  | 5  | 0  | 1  | 1   | 7   |
| 2006/07  | Wilkes-Barre/Scranton Penguins | AHL   | 5  | 4  | 0  | 4   | 2   |  | –  | –  | –  | –   | -   |
| 2007/08  | Pittsburgh Penguins            | NHL   | 63 | 12 | 14 | 26  | 53  |  | 17 | 3  | 6  | 9   | 36  |
| 2008/09  | Pittsburgh Penguins            | NHL   | 75 | 12 | 10 | 22  | 63  |  | 24 | 8  | 5  | 13  | 19  |
| 2009/10  | Pittsburgh Penguins            | NHL   | 45 | 2  | 5  | 7   | 30  |  | 13 | 2  | 4  | 6   | 11  |